# Tanarus (Marvel Comics)
Tanarus, o conocido como Ulik, es un personaje ficticio creado por Stan Lee y Jack Kirby.
Es, en una definición general, el "sustituto" de Thor.

## Historia

### Como Ulik
Ulik era un miembro de la raza de rock trolls y vive dentro de cavernas en el reino extradimensional de Asgard. Con más de un milenio de edad, Ulik es el más feroz y fuerte de todos los Trolls. Nada se sabe de su ascendencia, sus primeros años, o por qué es mucho más poderoso que los otros miembros de su raza.

### Versión actual
Para derrotar a Serpiente, el hermano oscuro de Odín, Thor cumplió una vieja profecía: murió para salvar al mundo. 
En la pira funeraria de Thor, el cuerpo de este fue incinerado, siendo reemplazado en las mentes y físicamente de todos por un nuevo dios del trueno: Tanarus.
Sin embargo, el alma de Thor recordó quien era con ayuda de Silver Surfer y Loki. Posteriormente Tanarus declaró su intención de matar a la Madre de todo.